# Yanick Lehoux
Yanick Lehoux, född 8 april 1982 i Montréal, är en kanadensisk professionell ishockeyspelare som spelar för Malmö Redhawks i Hockeyallsvenskan. Han draftades av Los Angeles Kings, som 86:e spelare totalt, i NHL Entry Draft 2000.
Efter fyra säsonger i Kings organisation deltog han i Phoenix Coyotes träningsläger, men blev snabbt nedskickad till AHL. Den 25 juli 2008 skrev Lehoux som free agent på ett ettårskontrakt med Montreal Canadiens, men spelade uteslutande i AHL med Hamilton Bulldogs och erbjöds ingen förlängning med Canadiens.